# Andy Rusland
Andojo (Andy) Rusland (24 februari 1961) is een Surinaams politicus.

## Biografie
Rusland was van 1 januari 2014 tot 2015 minister van Financiën. Bij het formeren van het nieuwe kabinet in 2015 verhuisde hij naar Transport, Communicatie en Toerisme (TCT). Bij een wijziging in het kabinet in februari 2017 kwam dit departement te vervallen. Hij keerde toen terug als president-commissaris van de EBS, waar hij sinds mei 2012 al, voor zijn ministerschap, werkzaam was.
Samen met enkele andere ministers werd hij in januari 2017 uit zijn functie gezet. Het ministerie hield daarna op te bestaan en de onderdelen werden overgeheveld naar de ministeries van Openbare Werken, Transport en Communicatie en Handel, Industrie en Toerisme.
Op voordracht van de ABOP werd hij in augustus 2020 benoemd tot president-commissaris van de EBS.